# Ksénia Afanàssieva
Ksénia Dmítrievna Afanàssieva (rus: Ксения Дмитриевна Афанасьева; nascuda el 13 de setembre de 1991) és una gimnasta artística russa retirada. Va competir als Jocs Olímpics de Pequín de 2008 i els Jocs Olímpics de Londres de 2012 formant part de la selecció russa. A més va ser campiona mundial de sòl el 2011 i campiona europea de sòl en 2013. El juliol de 2016 va anunciar la seva retirada a causa d'una malaltia renal.

## Carrera sènior

### Jocs Olímpics de Pequín 2008
L'agost de 2008 va formar part de l'equip rus de gimnàstica artística femenina que va participar en els Jocs Olímpics de Pequín al costat de Svetlana Klyukina, Ekaterina Kramarenko, Anna Pavlova, Ksénia Semiónova i Ludmila Grebenkova. Durant la qualificacions, no va aconseguir classificar-se per a la final individual a causa que dues de les seves companyes van obtenir millors puntuacions (existeix una norma que solament permet competir en les finals individuals a dues gimnastes per cada país). Així i tot, sí que es va classificar per a la final de barra d'equilibri.
En la final per equips va participar en les proves de salt, barres asimètriques i sòl obtenint unes puntuacions de 15.075, 14.925 i 14.375 respectivament. Malgrat haver estat terceres en la qualificació, les russes es van classificar quartes en la final per equips per darrere de la Xina, Estats Units i Romania.
En la final de biga d'equilibri celebrada el 17 d'agost, Afanàssieva es va classificar en la setena posició obtenint una puntuació de 14.825.

### 2010
A l'abril va competir en el Campionat Pacific Rim en Melbourne, Austràlia. Es va classificar tercera en la final individual amb una puntuació de 57.450 per darrere de les nord-americanes Rebecca Bross i Aly Raisman. En les finals per aparells va ser tercera en barres asimètriques per darrere de la xinesa Huang Qiushuang i la nord-americana Rebecca Bross, quarta en barra d'equilibri i sisena en sòl.
Al maig va participar en la prova de la Copa del Món celebrada en Moscou i va acabar tercera en la final de barra d'equilibri amb una puntuació de 13.500.
El juliol va participar en la Copa Japó en Tòquio on va guanyar la final individual amb una puntuació de 58.350, aconseguint a més la puntuació més alta de la competició en salt i sòl.
A l'octubre va ser una de les integrants de la selecció russa que va participar en el Campionat Mundial de Gimnàstica Artística en Róterdam, Països Baixos. Va contribuir amb una puntuació de 14.800 en la primera posició aconseguida per l'equip rus. A més, va ser vuitena en la final de sòl amb una puntuació de 12.700.

### 2011
Al maig Afanàssieva va competir en la Copa del Món celebrada a Moscou, on es va classificar segona en la biga d'equilibri i en el sòl.
A l'octubre va formar part de l'equip rus que va competir en el Campionat Mundial de Gimnàstica Artística celebrat en Tòquio (Japó). Va contribuir amb les puntuacions de 14.800 en salt i 14.633 a la medalla de plata guanyada per la selecció russa en la final per equips. A més es va classificar setena en la final d'all-around amb una puntuació de 56.723 i es va proclamar campiona del món en sòl amb una puntuació de 15.133.

### 2012
Al març va competir en el Campionat Nacional Rus en Penza, on es va classificar segona en la final d'all-around amb una puntuació de 58,387 per darrere de Alyia Mustáfina. En les finals individuals es va classificar primera en la barra d'equilibri amb una puntuació de 14.980 i segona en sòl amb una puntuació de 14.180.

Al juny va participar en la Copa Russa on es va classificar quarta en la final individual amb una puntuació de 56.067.

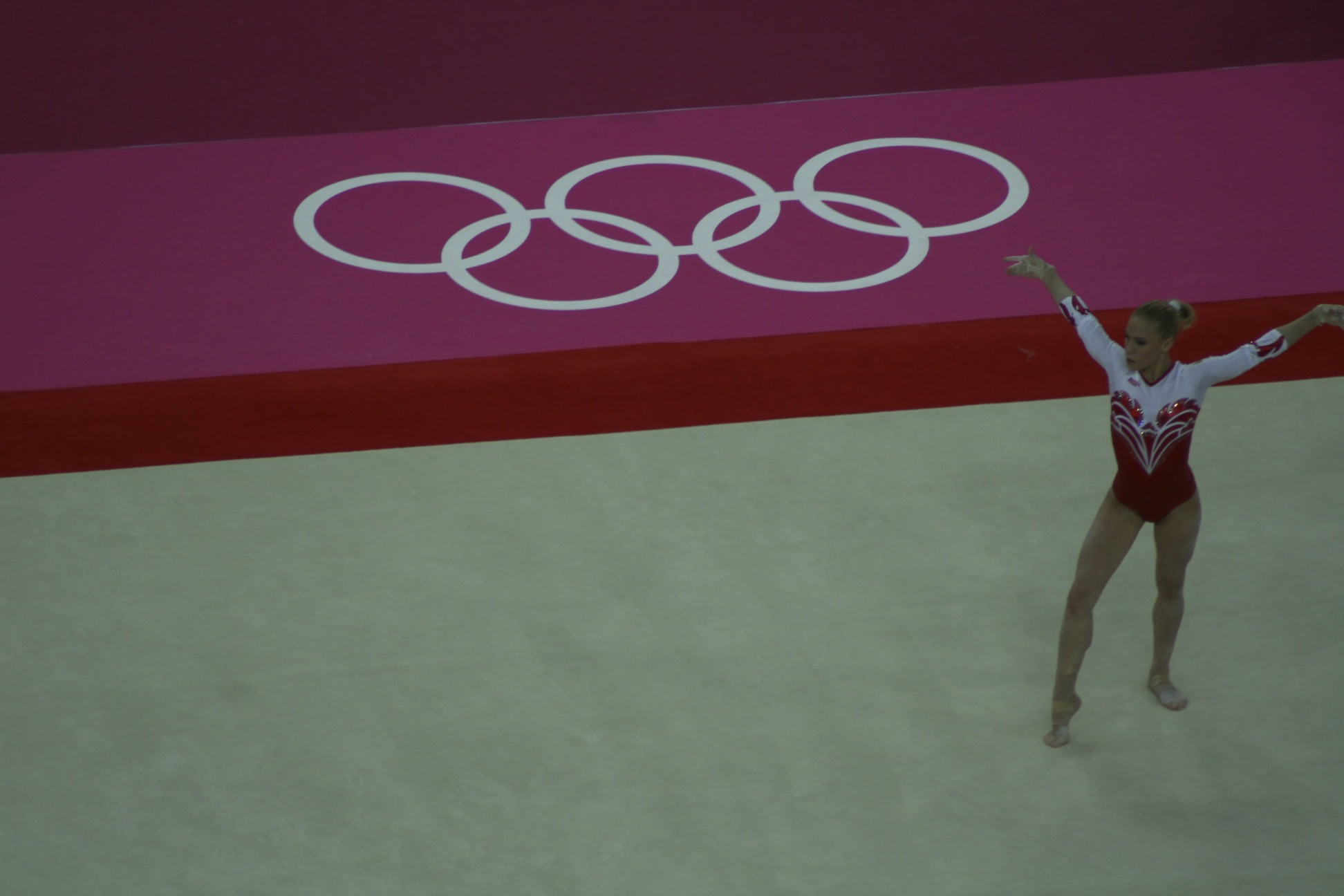
Afanàssieva en l'exercici de sòl realitzat durant la final per equips dels JJOO de Londres

#### Jocs Olímpics de Londres 2012
A la fi de juliol, Afanàssieva va competir en els Jocs Olímpics d'Estiu de 2012 en Londres, Regne Unit, on va ser capitana de l'equip rus. Afanàssieva va anotar 15.066 en biga d'equilibri i 14.833 en el sòl durant la qualificació el 29 de juliol. En la final per equips el 31 de juliol, va contribuir amb les puntuacions de 14.833 en biga d'equilibri i 14.333 en sòl en el segon lloc aconseguit per la selecció russa. En les finals per aparells, es va classificar cinquena en la barra d'equilibri anotant 14.583 i sisena en sòl anotant una puntuació de 14.566.

### 2013
Va començar l'any participant en la gala De Londres a Riu, al costat d'altres gimnastes com Ana Pavlova, Catalina Ponor, Sandra Izbasa i Maria Paseka.
Al març va competir en el Campionat Nacional Rus celebrat en Penza, on es va classificar quarta en el circuit individual amb una puntuació de 56.850. A més va contribuir en la primera posició aconseguida pel seu equip obtenint unes puntuacions de 15.000 en salt, 12.750 en biga d'equilibri i 14.450 en sòl. En les finals individuals es va classificar tercera en barra d'equilibri i primera en sòl.
Aquest mateix mes va participar en la Copa del Món celebrada a França. Es va classificar per a les finals de barra d'equilibri i sòl on va aconseguir posicionar-se en la quarta i la primera posició respectivament. En les finals es va classificar quarta en barra d'equilibri i primera en sòl.
A l'abril va formar part de l'equip rus que va participar en el Campionat Europeu celebrat en Moscou. Es va classificar per a la final de sòl i cinquena en l'all-around en les jornades de classificació, però no va poder participar en la final del circuit individual a causa que solament dos gimnastes per país poden competir en una final individual. En la final de sòl va guanyar la medalla d'or amb una puntuació de 15.166 quedant per davant de les romaneses Larisa Iordache i Diana Bulimar.
El juliol va participar en la Universiada d'Estiu de 2013 on va ajudar a Rússia a aconseguir la medalla d'or en la final per equips. A més, també es va classificar segona en qualificación individual per darrere del seu compatriota Aliya Mustáfina, quarta en la de salt i primera en la de sòl. En les finals individuals, Afanàssieva va realitzar els dos mateixos salts que la seva companya Maria Paseka (especialista en aquest aparell), no obstant això va ser ella la que es va portar la medalla d'or al costat de la coreana Hong Un-Jong. A més, també es va portar la medalla d'or en la final de sòl i la de plata en l'all-around.
L'agost va ser nomenada integrant de l'equip rus per al Campionat Mundial de Gimnàstica Artística d'aquest any. Per prevenir possibles lesions no va participar en la Copa de Rússia. No obstant això, a la fi d'agost va haver de passar per la sala d'operacions i no va poder participar en els Mundials.
A l'octubre va reaparèixer en la Gala dels Estels de la Gimnàstica celebrada en Mèxic, un esdeveniment benèfic en el qual va realitzar els exercicis de barra d'equilibri i sòl.

### 2014
El gener de 2014, Afanàssieva es va sotmetre per segona vegada a una operació de turmell, ja que l'anterior no havia donat el resultat esperat.
A l'abril va tornar a la competició per participar en el Campionat nacional rus on solament va participar en els aparells de salt i sòl. Va ajudar al seu equip a guanyar la medalla d'or. Va haver de retirar-se de la final de salt després d'haver tingut una caiguda en la competició per equips que va empitjorar la seva lesió de turmell. A causa d'aquesta caiguda va haver de tornar a passar per la sala d'operacions, cosa que li va impedir competir en el Campionat Mundial de Gimnàstica Artística celebrat en Nanning, Xina.
Va poder tornar a competir internacionalment a la fi de novembre en la Copa del Món de Stuttgart. Va debutar amb un nou exercici de sòl i va realitzar un sòlid Yurchenko amb doble gir que va ajudar l'equip rus a guanyar la medalla de planta.
Al desembre va participar en la Copa Voronin on va guanyar l'or en sòl i la plata en salt.

### 2015

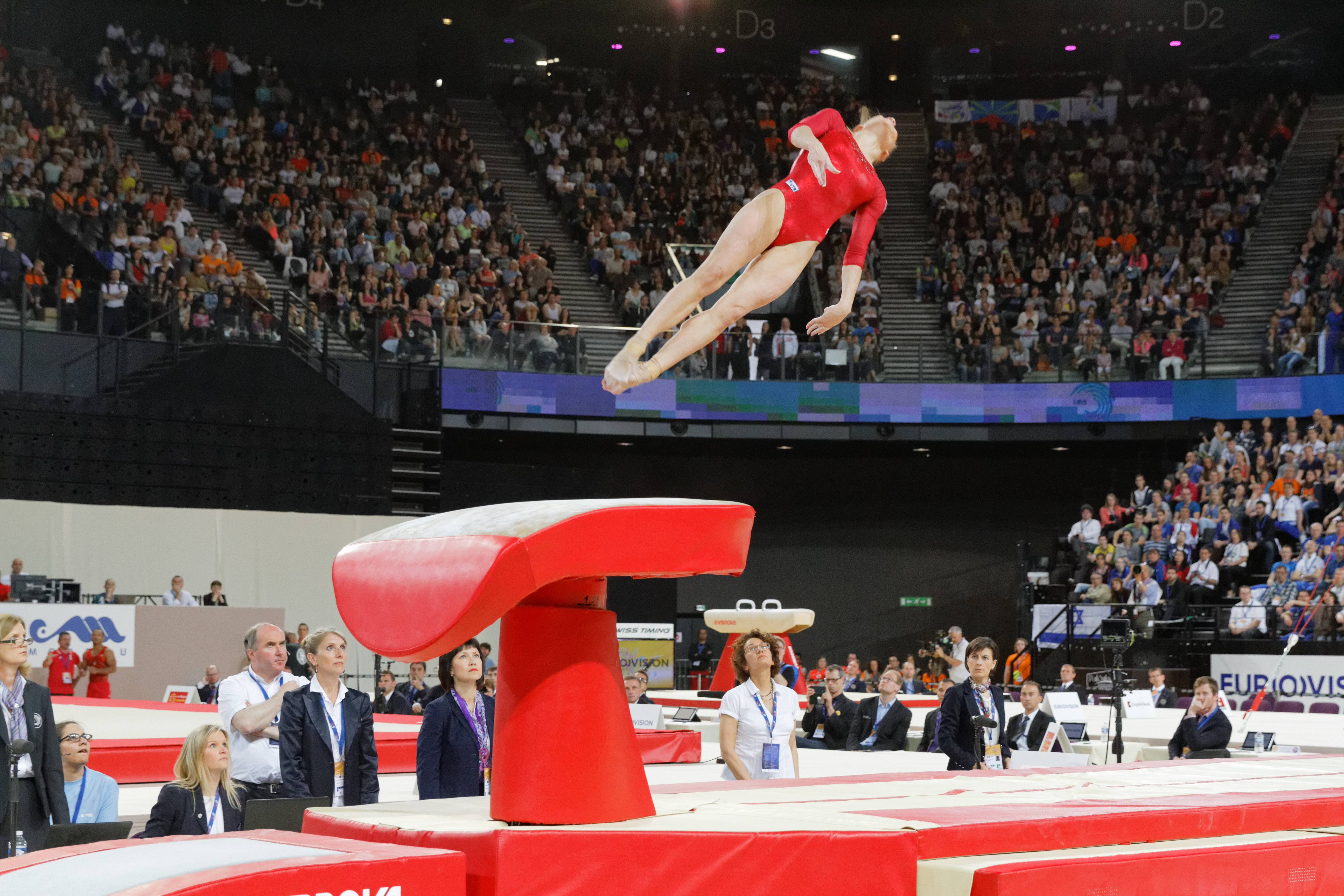
Afanàssieva en la prova de salt durant l'Europeu de 2015

El març de 2015 va participar en el Campionat Nacional Rus on va guanyar la medalla d'or en la competició per equips i en la final de sòl a més de classificar-se en la quarta posició en la final de salt.
A l'abril va formar part de l'equip rus que va participar en el Campionat Europeu celebrat a França on es va coronar campiona europea de sòl amb una puntuació de 14.733, quedant per davant de la britànica Claudia Fragapane i de la suïssa Giulia Steingruber. També va guanyar la medalla de bronze en la final de salt amb una puntuació de 14.866 on va realitzar un Amanar i un Lopez.
Al setembre va competir en la Copa Russa on va guanyar la medalla de plata per equips, la medalla d'or en sòl, la de plata en barra d'equilibri i la bronze en salt.
A l'octubre va ser una de les integrants de l'equip rus que va participar en el Mundial de Gimnàstica Artística Femenina celebrat en Glasgow, Regne Unit, al costat de Maria Kharenkova, Viktoria Kómova, Maria Paseka, Daria Spiridonova i Seda Tutkhalian. Les russes es van classificar quartes en la final per equips darrere dels Estats Units, Xina i Regne Unit, després d'un actuació per sota de les expectatives de l'equip en la qual van tenir tres caigudes en la barra d'equilibri i una en les barres asimètriques. En el plànol individual, Afanásieva va aconseguir una medalla de plata en la final de sòl quedant solament per darrere de la nord-americana Simone Biles.

### 2016
A l'inici de l'any es va anunciar que tornaria a passar pel quiròfan per sotmetre's a una operació de turmell per quarta vegada.
A l'abril va participar en el Campionat Nacional Rus on solament va participar en la prova de sòl a causa d'un petit trencament en un dit del peu. Malgrat no poder competir en la final per equips, el seu va aconseguir guanyar la medalla d'or. En la final de sòl, Afanàssieva va presentar una rutina millorada que li va permetre guanyar la medalla d'or en aquest esdeveniment al costat del seu compatriota Anguelina Mélnikova. Després d'aquesta competició va ser nomenada com a part de l'equip nacional rus per participar en el Campionat Europeu.
Durant la primera setmana de juny va participar en el Campionat de gimnàstica artística Europeu celebrat en Berna formant part de l'equip rus al costat d'Anguelina Mélnikova, Aliya Mustafina, Seda Tutkhalyan i Daria Spiridonova. Dies abans de la competició, Afanàssieva va tenir un agreujament en la seva lesió de turmell que solament li va permetre participar en la prova de salt. En la final per equips, va ajudar l'equip rus a guanyar la medalla d'or amb una puntuació de 14.916 en la prova de salt. També va participar en la final de salt on va guanyar la medalla de bronze per darrere de la suïssa Giulia Steingruber i la britànica Ellie Downie.
Al juny va haver de traslladar-se a Múnic per tornar a sotmetre's a una operació de turmell. Després d'haver estat nomenada com una de les gimnastes de l'equip rus per participar en els Jocs Olímpics de Rio de Janeiro, va ser substituïda per Seda Tutkhalyan.
El 21 de juliol es va retirar de la gimnàstica d'elit a causa d'una malaltia renal.

## Trajectòria
| Any  | Competició                        | Equip  | AA     | VT     | UB     | BB     | FX     |
| ---- | --------------------------------- | ------ | ------ | ------ | ------ | ------ | ------ |
| 2005 | Campionat Olímpic Europeu Juvenil | Or     | Bronze |        |        | Bronze | Bronze |
| 2006 | Campionat Europeu Junior          | Or     |        |        |        |        |        |
| 2007 | Copa del Món de Paris             |        |        |        |        | Plata  |        |
| 2008 | Campionat Nacional Rus            |        |        | Plata  | 4      | 6      | 4      |
| 2008 | Campionat Europeu                 | Plata  |        |        |        |        |        |
| 2008 | Copa del Món de Moscou            |        |        | 7      |        |        | Plata  |
| 2008 | Copa del Món de Tianjin           |        |        | Plata  | Bronze | 5      |        |
| 2008 | Copa Russa                        |        | Or     |        |        |        |        |
| 2008 | Copa Suïssa                       | Bronze |        |        |        |        |        |
| 2008 | Jocs Olímpics Pequín              | 4      |        |        |        | 7      |        |
| 2008 | Memorial Arthur Gander            |        | 5      |        | Bronze | 8      | Plata  |
| 2009 | Campionat Nacional Rus            | Plata  | 6      |        | Bronze | Plata  | 6      |
| 2009 | Campionat Europeu                 |        | Plata  |        | 4      |        |        |
| 2009 | Copa Russa                        |        | Plata  |        | 8      | Or     | Or     |
| 2010 | Campionat Pacific Rim             |        | Bronze |        | Bronze | 4      | 6      |
| 2010 | Copa Japó                         | Or     | Or     |        |        |        |        |
| 2010 | Copa Russa                        |        | Plata  |        | 5      |        | Plata  |
| 2010 | Campionat Mundial                 | Or     |        |        |        |        | 8      |
| 2011 | Copa Russa                        |        | 4      |        | 7      | 7      | Or     |
| 2011 | Dinamo Internacional              |        | Plata  |        | 6      | 6      | Or     |
| 2011 | Campionat Mundial                 | Plata  | 7      |        |        |        | Or     |
| 2011 | Open de Mèxic                     |        | Or     |        |        |        |        |
| 2012 | Campionat Nacional Rus            | Plata  | Plata  |        |        | Or     | Plata  |
| 2012 | Copa Russa                        | Plata  | 4      |        | 7      | 7      |        |
| 2012 | Jocs Olímpics Londres             | Plata  |        |        |        | 5      | 6      |
| 2013 | Campionat Nacional Rus            | Or     | 4      |        |        | Bronze | Or     |
| 2013 | Campionat Europeu                 |        |        |        |        | 4      | Or     |
| 2013 | Universiada                       | Or     | Plata  | Or     |        |        | Or     |
| 2014 | Campionat Nacional Rus            | Or     |        |        |        |        |        |
| 2014 | Copa del Món de Stuttgart         | Plata  |        |        |        |        |        |
| 2014 | Copa Voronin                      |        |        | Plata  |        |        | Or     |
| 2015 | Campionat Nacional Rus            | Or     |        | 4      |        |        | Or     |
| 2015 | Campionat Europeu                 |        |        | Bronze |        |        | Or     |
| 2015 | Copa Russa                        | Plata  |        | Bronze |        | Plata  | Or     |
| 2015 | Campionat Mundial                 | 4      |        |        |        |        | Plata  |
| 2016 | Campionat Nacional Rus            | Or     |        |        |        |        | Or     |
| 2016 | Campionat Europeu                 | Or     |        | Bronze |        |        |        |